# Chileense parlementsverkiezingen 1894
De Chileense parlementsverkiezingen van 1894 vonden op 31 maart 1894 en resulteerden in een overwinning voor de Alianza Liberal, een alliantie van liberale partijen. De Partido Conservador, die de Coalición vormde, werd de grootste individuele partij.
| Kamer van Afgevaardigden | Kamer van Afgevaardigden                                           | Kamer van Afgevaardigden |
| Coalitie                 | Coalitie                                                           | Zetels                   |
| ------------------------ | ------------------------------------------------------------------ | ------------------------ |
|                          | Alianza Liberal (PL (15) · PLD (20) · PR (17) · PN (12) · PDa (1)) | 65                       |
|                          | Coalición (PCon (29))                                              | 29                       |
| Totaal                   | Totaal                                                             | 94                       |

| Senaat   | Senaat                                                         | Senaat |
| Coalitie | Coalitie                                                       | Zetels |
| -------- | -------------------------------------------------------------- | ------ |
|          | Alianza Liberal (PL (8) · PLD (6) · PR (5) · PN (1) · PDa (0)) | 20     |
|          | Coalición (PCon (12))                                          | 12     |
| Totaal   | Totaal                                                         | 32     |